# Unité urbaine de Lons-le-Saunier
L'unité urbaine de Lons-le-Saunier est une unité urbaine française centrée sur Lons-le-Saunier, préfecture du département du Jura, en région Bourgogne-Franche-Comté.

## Données globales
En 2020, selon l'Insee, l'unité urbaine de Lons-le-Saunier est composée de onze communes, toutes situées dans le département du Jura, plus précisément dans l'arrondissement de Lons-le-Saunier.
En 2018, avec  26 781 habitants, elle constitue la deuxième agglomération du Jura après celle de Dole, bien qu'elle en soit la préfecture, et la septième de Franche-Comté après les unités urbaines de Besançon, Montbéliard, Belfort, Dole et Vesoul, mais avant celle de Pontarlier.
Sa densité de population s'élève à 444 hab/km² en 2018.
L'unité urbaine de Lons-le-Saunier est le pôle urbain de l'aire urbaine de Lons-le-Saunier.

## Délimitation de l'unité urbaine de 2020
Selon les dernières données de l'INSEE établies sur le nouveau zonage effectué en 2020, l'unité urbaine de Pau regroupe 11 communes, les mêmes que dans la délimitation de 2010. 
| Nom                    | Code Insee | Statut | Superficie (km2) | Population (dernière pop. légale) | Densité (hab./km2) |
| ---------------------- | ---------- | ------ | ---------------- | --------------------------------- | ------------------ |
| Lons-le-Saunier        | 39300      |        | 7,68             | 16 942 (2022)                     | 2 206              |
| Chilly-le-Vignoble     | 39146      |        | 3,07             | 598 (2022)                        | 195                |
| Conliège               | 39164      |        | 6,05             | 662 (2022)                        | 109                |
| Courbouzon             | 39169      |        | 3,35             | 584 (2022)                        | 174                |
| Frébuans               | 39241      |        | 2,65             | 388 (2022)                        | 146                |
| Macornay               | 39306      |        | 4,6              | 1 027 (2022)                      | 223                |
| Messia-sur-Sorne       | 39327      |        | 2,69             | 891 (2022)                        | 331                |
| Montaigu               | 39348      |        | 7,1              | 421 (2022)                        | 59                 |
| Montmorot              | 39362      |        | 11,36            | 3 207 (2022)                      | 282                |
| Perrigny               | 39411      |        | 8,89             | 1 535 (2022)                      | 173                |
| Villeneuve-sous-Pymont | 39567      |        | 2,67             | 305 (2022)                        | 114                |